# St. Martin (Breitenbrunn)

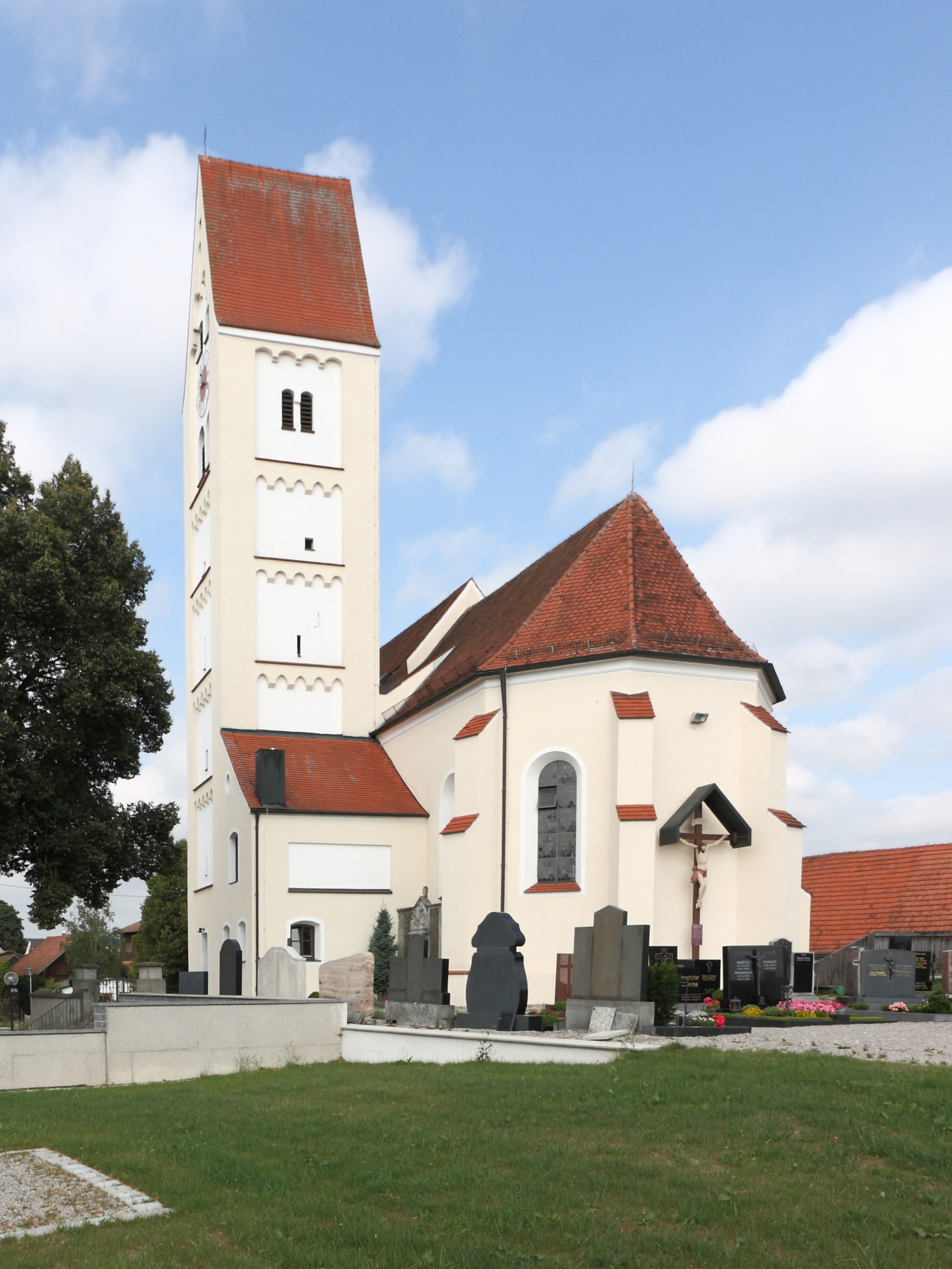
St. Martin in Breitenbrunn

Die römisch-katholische Pfarrkirche St. Martin steht in Breitenbrunn, einer Gemeinde im schwäbischen Landkreis Unterallgäu in Bayern. Das Bauwerk ist in der Liste der Baudenkmäler in Breitenbrunn als Baudenkmal unter der Nr. D-7-78-121-2 eingetragen. Die Kirchengemeinde gehört zum Dekanat Mindelheim des Bistums Augsburg.

## Beschreibung

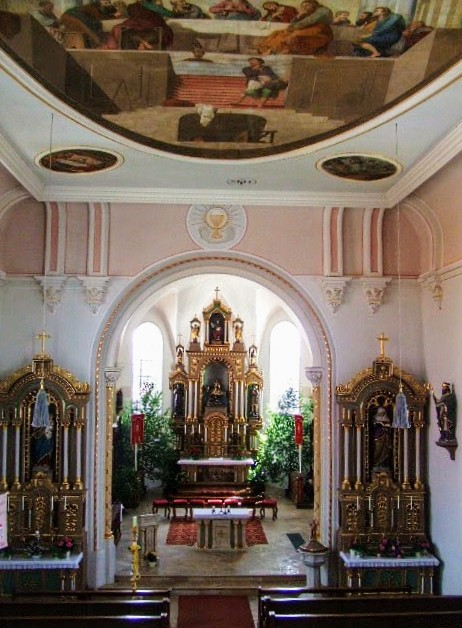
Blick zum Chor

Die spätgotische Saalkirche wurde im 15. Jahrhundert anstelle einer 1167 erstmals erwähnten Vorgängerkirche erbaut und 1797 umgebaut. Sie besteht aus einem Langhaus, einem eingezogenen, dreiseitig geschlossenen, von Strebepfeilern gestützten Chor im Osten, einem quer mit einem Satteldach bedeckten Chorflankenturm und der östlich benachbarten Sakristei an der Südwand des Chors. 
Der Innenraum des Langhauses ist mit einem Spiegelgewölbe überspannt, dessen Voute auf Konsolen in Form von Kapitellen aufsitzt. Die Fresken im Langhaus hat 1797 Konrad Huber gestaltet. Auf ihnen sind unter anderem das Abendmahl Jesu und das Abendmahl in Emmaus dargestellt. Ferner schuf er ein Gemälde mit dem heiligen Martin und der Trinität. Auf einem um 1490 entstandenen Tafelbild ist der Ölberg abgebildet.

## Orgel
Die Orgel mit 14 Registern auf zwei Manualen und Pedal wurde 1977  von Gerhard Schmid erbaut. Die Disposition lautet:
| I Rückpositiv |       |
| Gedackt       | 8′    |
| Prinzipal     | 4′    |
| Nasat         | 2 ⁄3′ |
| Waldflöte     | 2′    |
| Mixtur III–IV | 1 ⁄3′ |

| II Schwellwerk |    |
| Quintade       | 8′ |
| Spitzflöte     | 8′ |
| Rohrflöte      | 4′ |
| Kleinpommer    | 2′ |
| Oktav          | 1′ |

| Pedal      |     |
| Subbaß     | 16′ |
| Gedacktbaß | 8′  |
| Choralbaß  | 4′  |
| Gemshorn   | 2′  |

- Koppeln: II/I, I/P, II/P